# Mitrocoma discoidea
Mitrocoma discoidea är en nässeldjursart som beskrevs av Torrey 1909. Mitrocoma discoidea ingår i släktet Mitrocoma och familjen Mitrocomidae. Inga underarter finns listade i Catalogue of Life.